# Sandra de Jenken
Sandra de Jenken Eversmann est une arbitre professionnelle de tennis française. Elle est née le 29 décembre 1976. Elle était une des arbitres les plus reconnues et respectées du circuit, avant de rejoindre l'équipe d'organisation du tournoi de Roland-Garros.

## Biographie

### Formation
Elle a commencé à arbitrer pour son club, dans le sud de la France et a passé le concours de jeune arbitre en 1992 à Roland-Garros. Elle a alors été juge de lignes durant les tournois de Nice ou Monte-Carlo, puis sur les tournois du Grand Chelem. L'arbitrage devient une véritable passion.
En 2000, après des études à l'Université de Nice Sophia-Antipolis, elle obtient un DESS en management du sport, et parallèlement se spécialise dans l'arbitrage. Elle passe les niveaux 2  (à Copenhague) et 3 (à Londres en 1997) de l'école d'arbitrage de la Fédération Internationale de Tennis, puis obtient en 2001 le "Badge d'Or", distinction suprême dans ce domaine. 
En 2002, elle fut engagée à temps plein par la Fédération internationale de tennis.

### Carrière d'arbitre
En 2005, Sandra de Jenken Eversmann devient la première femme à arbitrer une finale de Coupe Davis lors de la rencontre remportée par la Croatie face à la Slovaquie. Elle arbitra notamment le troisième simple, alors décisif, entre Dominik Hrbatý et Ivan Ljubičić.
L'année suivante à Wimbledon, elle est la première arbitre féminine à arbitrer une demi-finale de Grand-Chelem dans le match qui oppose Roger Federer à Jonas Björkman. Elle a aussi arbitré la demi-finale entre Roger Federer et Nikolay Davydenko à l'US Open 2006.
En 2007, à l'Open d'Australie, elle est la première femme à arbitrer la finale du simple messieurs d'un Grand Chelem. Elle réitère cela lors de la finale entre Roger Federer et Rafael Nadal à Roland-Garros 2007, devenant de fait la première femme à arbitrer la finale du simple messieurs sur la terre battue parisienne.
Elle a arbitré au total treize finales de Grand-Chelem dans sa carrière, dans les quatre tournois, la première en 2000 à Roland-Garros lors de la rencontre remportée par la Française Mary Pierce face à l'Espagnole Conchita Martínez. Elle a aussi arbitré les finales de Fed Cup en 2000, 2001, 2002 et 2006, les Jeux olympiques de Sydney et d'Athènes, ainsi que la finale du Master féminin 2005 opposant les Françaises Amélie Mauresmo et Mary Pierce.
Fin 2007, elle met un terme à sa carrière d'arbitre internationale et rejoint la Fédération française de tennis, en tant que Directrice de la Gestion Sportive de Roland Garros. Poste qu'elle quitte en 2010.

### Conseillère sportive au Ministère des Sports
En 2010, elle intègre le Cabinet du Ministre des Sports en tant que Conseillère technique.
Dès l'obtention des Jeux olympiques d'été à Paris, elle est nommée conseillère spéciale pour les jeux olympiques et paralympiques au sein d'un conseil régional.

## Polémiques
- Elle a été l'auteure d'un overrule controversé lors de la finale de l'Open d'Australie 2004 entre les Belges Justine Henin et Kim Clijsters. À 3/4 dans le troisième set, Clijsters eut à défendre une balle de break. Sandra overrula une volée de Clijsters, considérée bonne, accordant ainsi un break décisif à Henin, qui remporta le match sur sa mise en jeu suivante. Le système Hawk-Eye (qui n'était pas encore disponible sur le court) a montré que la balle touchait la ligne. Sandra de Jenken a justifié son overrule en affirmant qu'elle « n'avait absolument aucun doute à propos de la décision[1] ». En 2011, Justine Henin affirme que la balle avait bel et bien touché la ligne[2].
- Lors de la finale de l'Open d'Australie 2002 entre Jennifer Capriati et Martina Hingis, l'Américaine s'en est pris verbalement à elle. Sandra de Jenken préféra ne pas lui donner d'avertissement, et Capriati finit par remporter le match.
- À Wimbledon, en 2007, lors une balle de match en faveur de l'Américaine Serena Williams face à l'Australienne Alicia Molik, le coup droit de Molik fut jugé "out", mais aucune des deux joueuses n'ayant remarqué l'appel, l'échange a continué, finalement remporté par Williams. Alors que les deux joueuses allaient se serrer la main au filet, Sandra de Jenken est descendue de sa chaise pour leur expliquer la situation et informer Alica Molik qu'elle pouvait "challenger" le premier appel grâce au Hawk-Eye. Après vérification, le coup droit était bien dehors et le match fut déclaré terminé. Il semble que Sandra de Jenken ait fait le bon choix en informant l'Australienne de ses droits, mais la polémique a été lancée par Richard Williams, père et entraîneur de Serena Williams[3].

## Décorations
- Chevalier de l'ordre national du Mérite Elle est faite chevalier le 29 mai 2019[4].